# Château de Vyborg
Le château de Vyborg (en russe : Выборгский замок, en finnois : Viipurin linna, en suédois : Viborgs fästning) est une forteresse médiévale, construite par les Suédois sur l'île du château de Vyborg aux abords de la ville de Vyborg.

## Géographie
Le château est construite sur la petite l'île du château située dans le détroit Linnasalmi qui relie la baie de Vyborg et la baie Zachtchitnaïa.
On commence à construire le château en 1293 pendant la troisième croisade suédoise en Carélie.
La Finlande perd le château par le Traité de Moscou de 1940, le reprend au début de la guerre de Continuation en 1941 mais doit se retirer en 1944. Depuis le traité dit Armistice de Moscou en 1944 et le Traité de Paris en 1947, le château appartient à l'URSS puis à la fédération de Russie.

## Histoire médiévale
La construction débute en 1293, par ordre du Connétable de Suède Torgils Knutsson, qui fait dans les années 1290 la troisième croisade de Finlande en Carélie dirigée contre les Russes de la République de Novgorod .
Torkel Knutsson choisit la position de la nouvelle forteresse pour contrôler la baie de Vyborg, qui était bordée par des sites marchands utilisés par la population locale.
Une rivière navigable permettait de passer d'accéder aux eaux intérieures et donc à des lacs et par portage, d'atteindre le Lac Ladoga.
Jusqu'aux années 1360, les trois fiefs médiévaux finlandais étaient dirigés depuis les châteaux de Turku, d'Hämeenlinna et de Viipuri .
En 1364, Albert de Suède est proclamé Roi de Suède, et conformément au modèle allemand il commence à diviser les fiefs qui étaient immenses en Finlande pour en faire de plus petites provinces.
Dans certains cas les nouvelles provinces étaient données à différents Baillis.
Cela a été le cas du château de Linnavuori à Porvoo et du château de Korsholm en Ostrobotnie, près de l'actuelle ville de Vaasa.
Le château de Vyborg est devenu le fief du royaume de Suède dans les régions de Carélie.
Tout au long des siècles, il a été la première défense du royaume contre les Russes.
Son statut militaire et stratégique était à la fin du Moyen Âge deuxième après la capitale fortifiée Stockholm.
Le château et son entourage devinrent virtuellement une principauté autonome.
Le fief de Viipuri est connu comme margrave.
Ses gouverneurs sont généralement les familles les plus puissantes du royaume.
Ils bénéficient de larges pouvoirs administratifs à une distance significative de la capitale.
Le château Olavinlinna (construit dans les années 1470) est sous la domination de Vyborg.
Les hommes éminents qui ont dirigé Vyborg et son fief sont entre-autres : Bo Jonsson Grip, Christer Nilsson Vasa (1417–42), Karl Knutsson (1442–48), Erik Axelsson Tott (1457–81), Knut Posse (en) (1495–97), Sten Sture le Vieil (1497–99), Eric Bielke (en), et John of Hoya.
La première mention de combats armés en Finlande est liée au château de Viipuri en 1429.
Pendant le Moyen Âge les Russes assiègent souvent le château.
Le siège le plus connu est celui de 1495, durant la Guerre russo-suédoise, alors que Knut Posse est gouverneur du château.
La situation des défenseurs semblait désespérée mais ils sont sauvés par la mystérieuse explosion de Vyborg du 30 novembre 1495, qui effraie les russes qui croient avoir vu la Croix de Saint-André dans le ciel.

## Histoire moderne
Elle servit de prison d'État sous la période russe : Théophylacte Lopatinski y fut interné.
Le château est actuellement un musée.

## Galerie

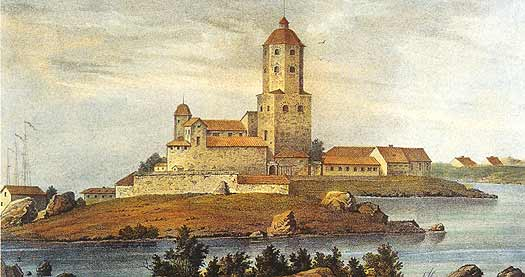
Le château peint par Torsten Wilhelm Forstén (fi) (1840)
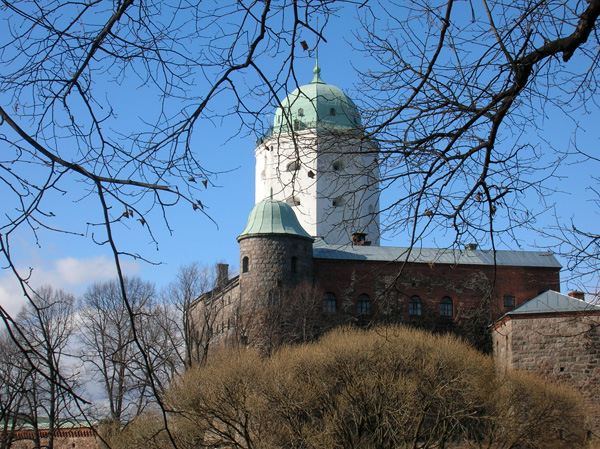
Le château.
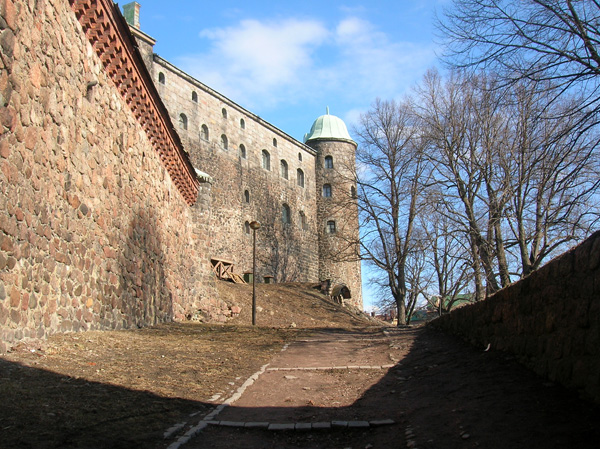
Murailles du château.
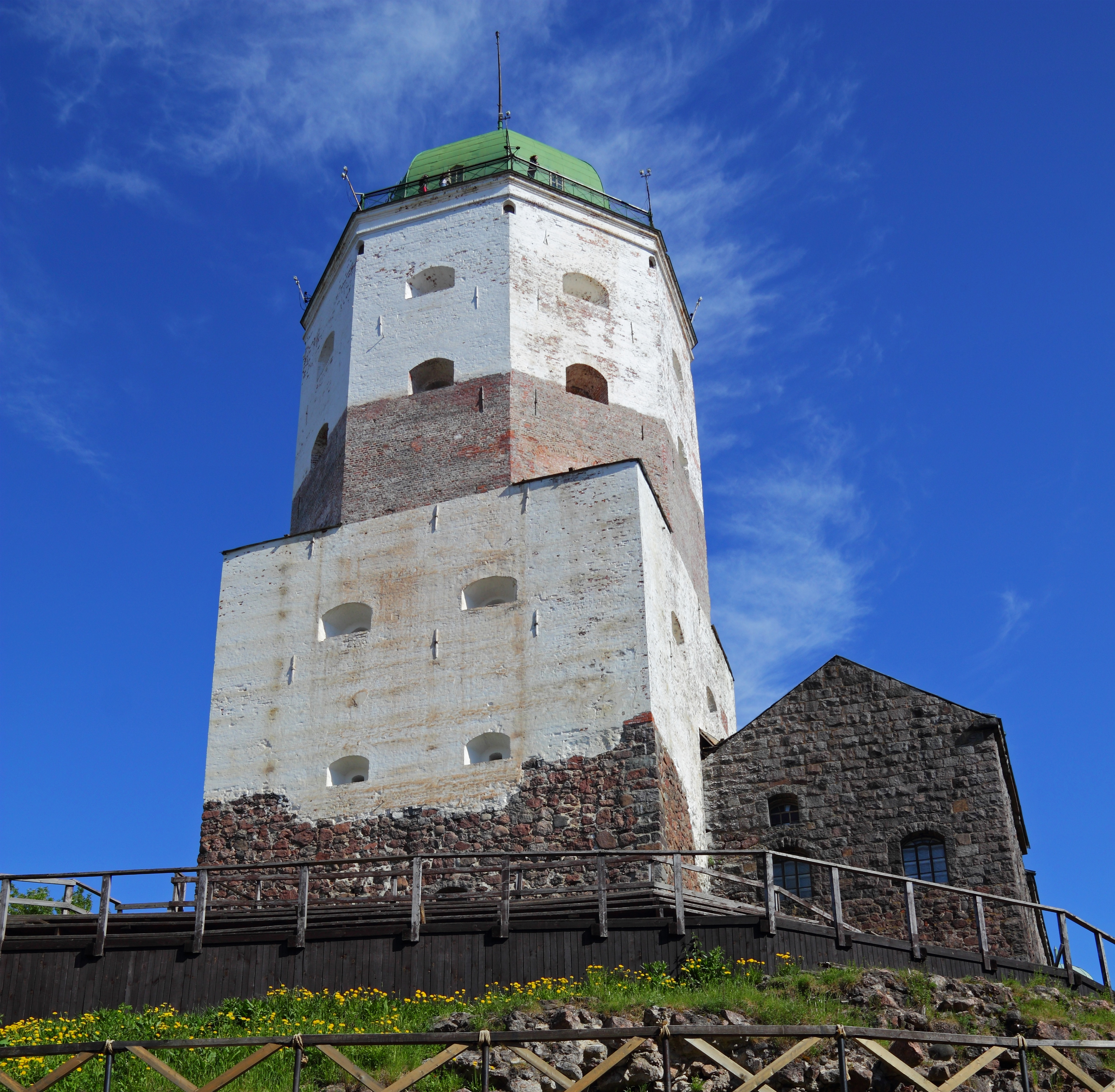
La tour Saint-Olav.
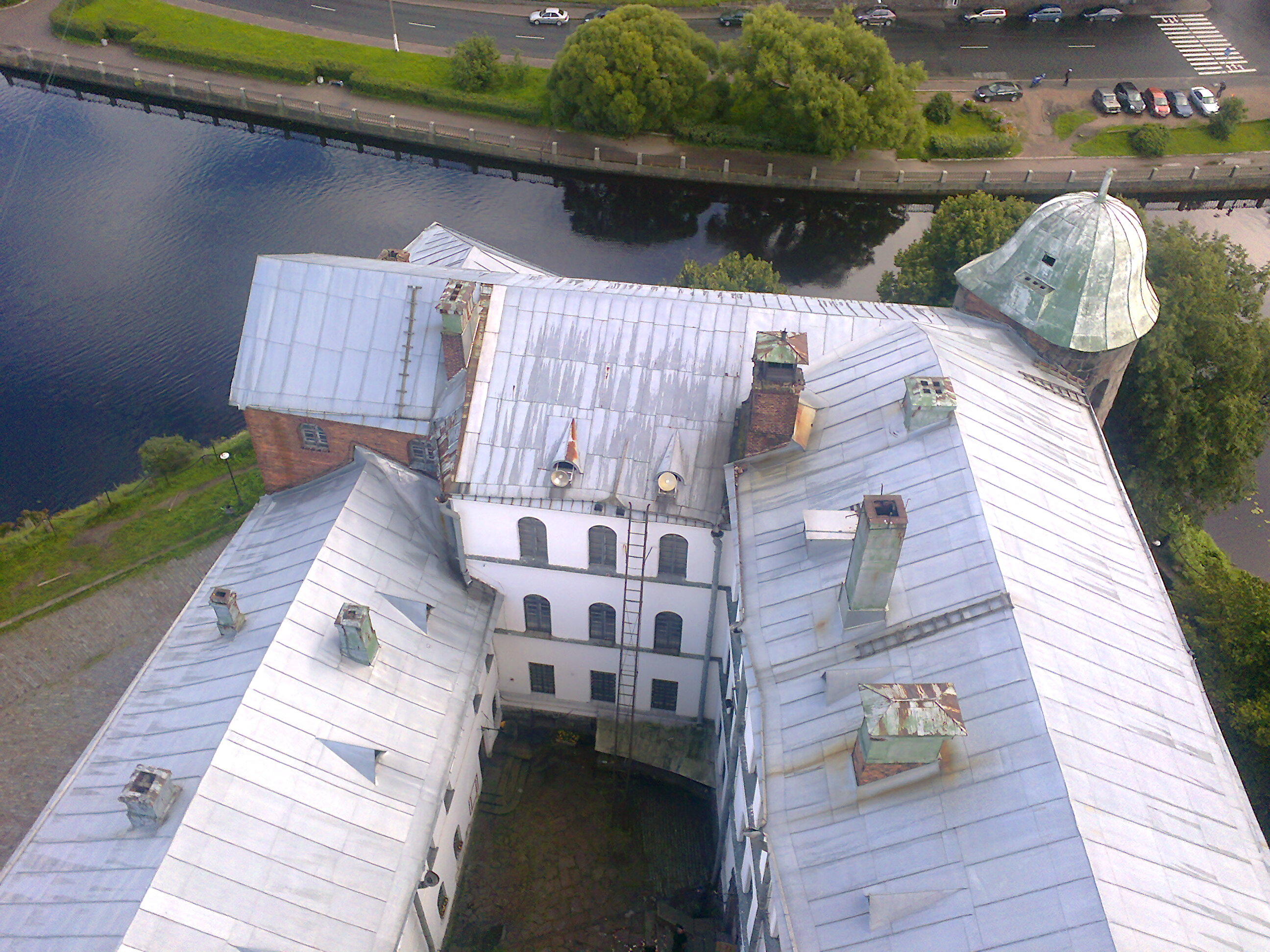
Vue longeante.
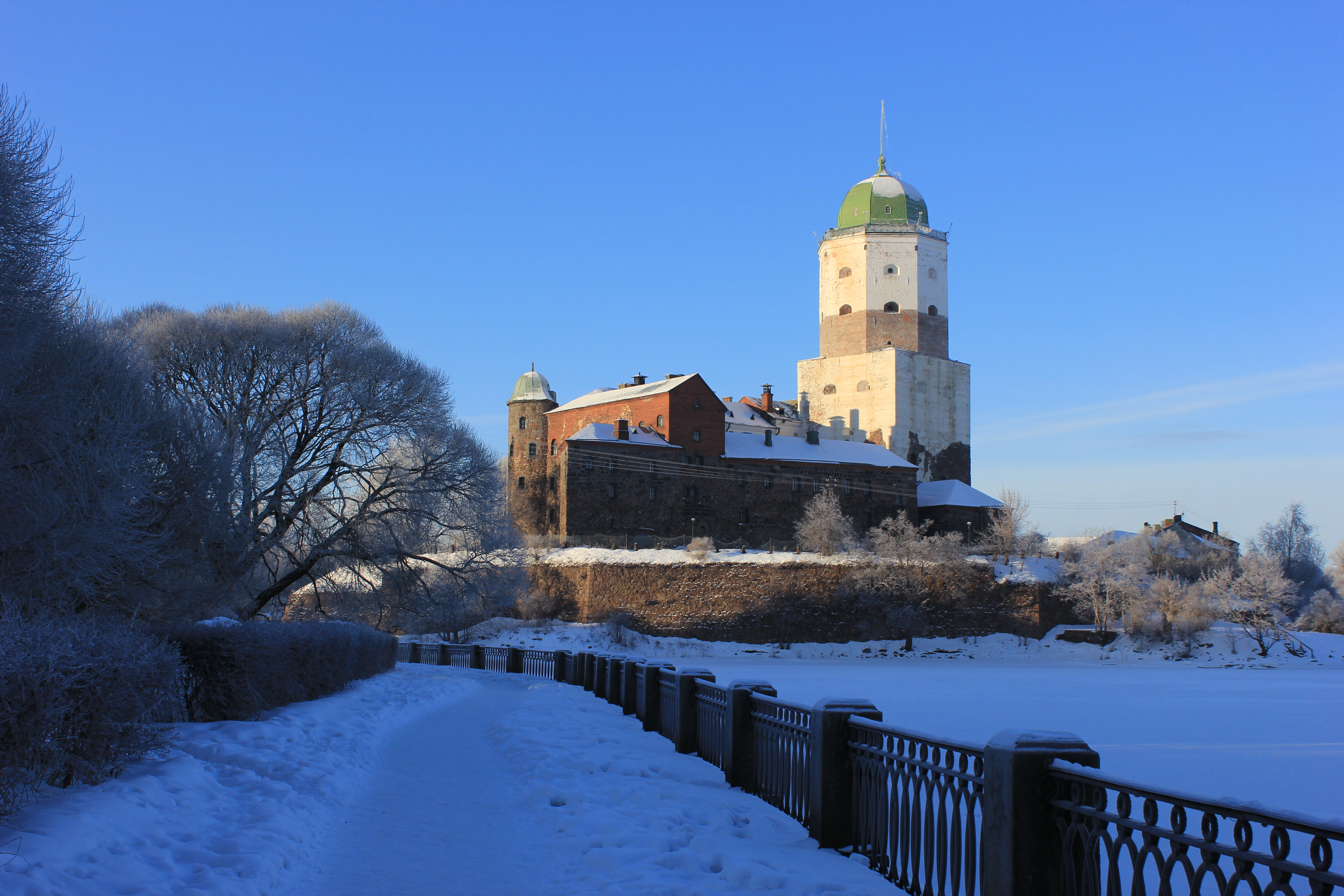
Le château.
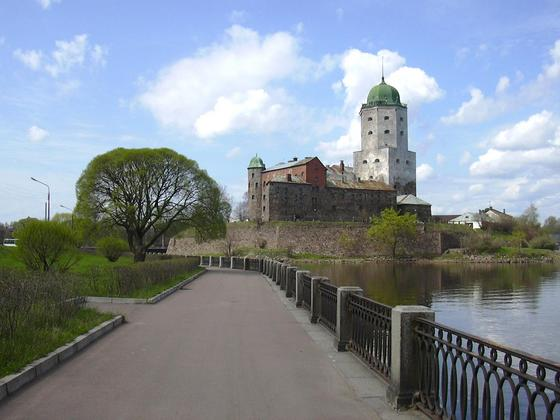
Le château.
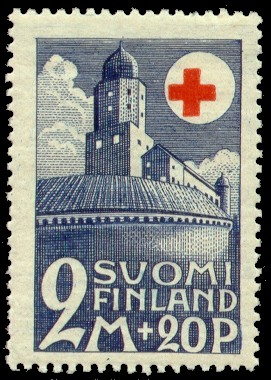
Timbre Finlandais de 1931.